# 모짜르트가 된 청소부
《모짜르트가 된 청소부》는 한국방송공사 1TV 특집드라마이다.

## 기획 의도
조금 모자라는 듯 하면서도 한없이 착하기만은 어느 청소부의 이야기

## 제작진
- 극본 : 양지은
- 연출 : 허웅

## 출연자
- 기정수
- 송재호
- 안해수
- 이인철
- 임예진